# Scalo (Pferd)
Scalo (* 20. März 2007) ist ein ehemaliges britisches Rennpferd.
Züchter und Besitzer ist das Gestüt Ittlingen, trainiert wurde das Pferd von Andreas Wöhler. 2010 wurde Scalo zum Galopper des Jahres gekürt. Seit 2013 ist Scalo im Deckeinsatz.

## Rennerfolge
Als Zweijähriger gewann er bei seinem ersten Start das Rennen des Sächsischen Baugewerbeverbandes e.V.
Im Anschluss daran gewann er in zwei Gruppe-III-Rennen in Frankfurt den Frühjahrspreis des Bankhauses Metzler in Frankfurt und das Bavarian Classic in München. Aufgrund dieser Erfolge wurde er für das Deutsche Derby genannt. Im Derby erreichte er allerdings nur den 9. Platz.
Bald darauf gewann er den Prix Guillaume d‘Ornano (Gruppe II in Deauville), sowie den Gerling-Preis, ebenfalls ein Gruppe II-Rennen.
2010 gewann er mit dem 48. Preis von Europa in Köln ein Gruppe I Rennen. Daraufhin wurde er zum Galopper des Jahres 2010 gewählt.